# Carrera ilegal

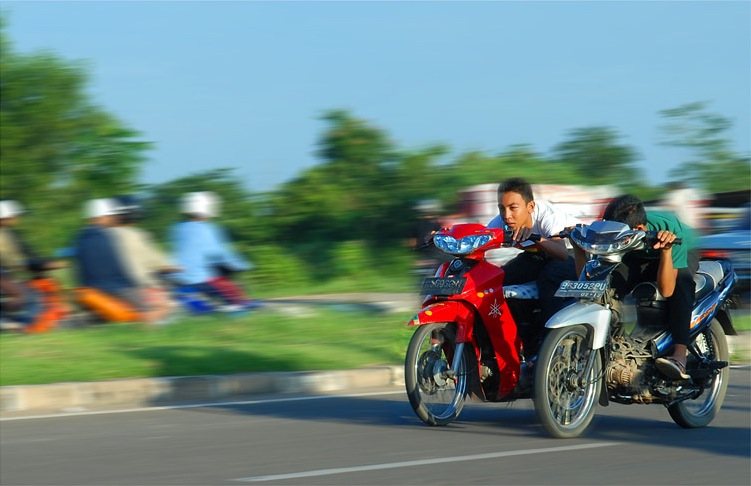
Un par de motociclistas jóvenes, compitiendo sin usar casco.

Una carrera ilegal o carrera callejera es una competición de automovilismo o motociclismo (no necesariamente con el formato de carrera) que se realiza sin el permiso de las autoridades. Esto suele hacer referencia a carreras realizadas en la vía pública, aunque incluye a las disputadas en propiedad privada sin el permiso del dueño del terreno.
Se volvió especialmente frecuente durante el evento del hot rodding y los muscle cars y sigue siendo tan popular como peligroso, con muertes y mutilaciones de transeúntes, pasajeros y conductores cada año. En los Estados Unidos, las carreras ilegales modernas tienen sus raíces en Woodward Avenue, Míchigan, en la década de 1960, cuando las tres principales empresas automotrices estadounidenses con sede en Detroit producían automóviles de alto rendimiento.
Aunque normalmente se llevan a cabo en carreteras con poca gente en las afueras de la ciudad o en el campo, algunas carreras se llevan a cabo en grandes complejos industriales. Las carreras ilegales pueden ser espontáneas o bien planificadas y coordinadas. Las carreras bien coordinadas se planifican con anticipación y a menudo las personas se comunican a través de radios de dos vías o de banda ciudadana y utilizan escáneres de la policía y unidades de GPS para marcar los lugares donde la policía local es más frecuente. Los opositores a las carreras ilegales afirman que tienen una falta de seguridad en relación con los eventos de carreras sancionados, así como las repercusiones legales que surgen de los incidentes, entre los inconvenientes de las carreras ilegales. Estas carreras son distintas del deporte de motor organizado y regulado de las carreras de aceleración.

## Motivos

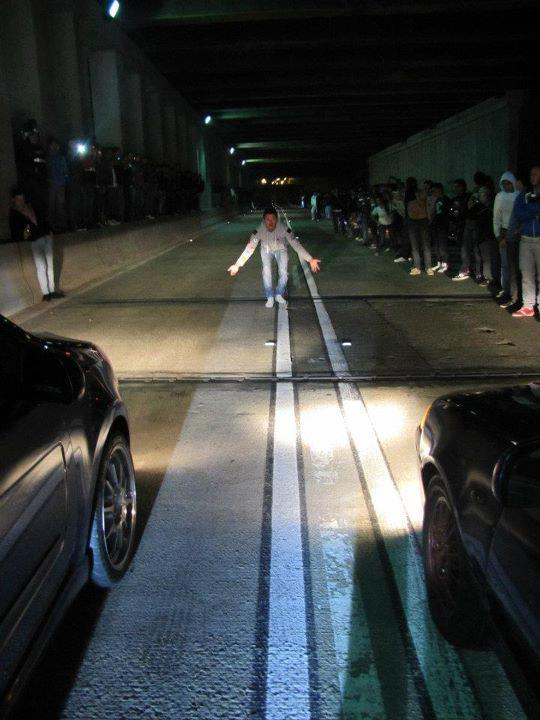
Carrera ilegal en Bogotá, Colombia.

Los corredores realizan esta actividad para ganar respeto entre sus pares, sea para resolver una disputa o para simplemente exhibir las habilidades de conducción y las prestaciones de su vehículo. Se realiza con fines de entretención, o de prueba, ya que algunos de los corredores callejeros compiten profesionalmente, o también son mecánicos "tuners" los cuales configuran sus autos para el mejor rendimiento. En ocasiones, es tan común ver apuestas en carreras ilegales (al menos en Hispanoamérica).
Muchas personas participan de carreras ilegales cuando no tienen la posibilidad de participar de competiciones legales cerca de su sitio de residencia. Por esta razón, las autoridades a veces financian la construcción de autódromos y picódromos y patrocinan competiciones legales para evitar que ellas corran de manera ilegal. En cambio, otras personas rechazan las carreras legales y prefieren vivir la sensación de enfrentar la ley e intentar salir indemne.

## Tipos de carreras ilegales

### Encuentros de autos
En su forma más simple, los "encuentros de autos" pueden describirse como reuniones de entusiastas de los autos y corredores callejeros por igual con el único propósito de llevar sus pasiones al ojo público. Esto a menudo puede significar algo como un gran estacionamiento abandonado, una ubicación considerable para la que pidieron permiso específicamente para usar u otras ubicaciones que se sabe que son amigables para los entusiastas de los automóviles donde son bienvenidos.

### Tōge

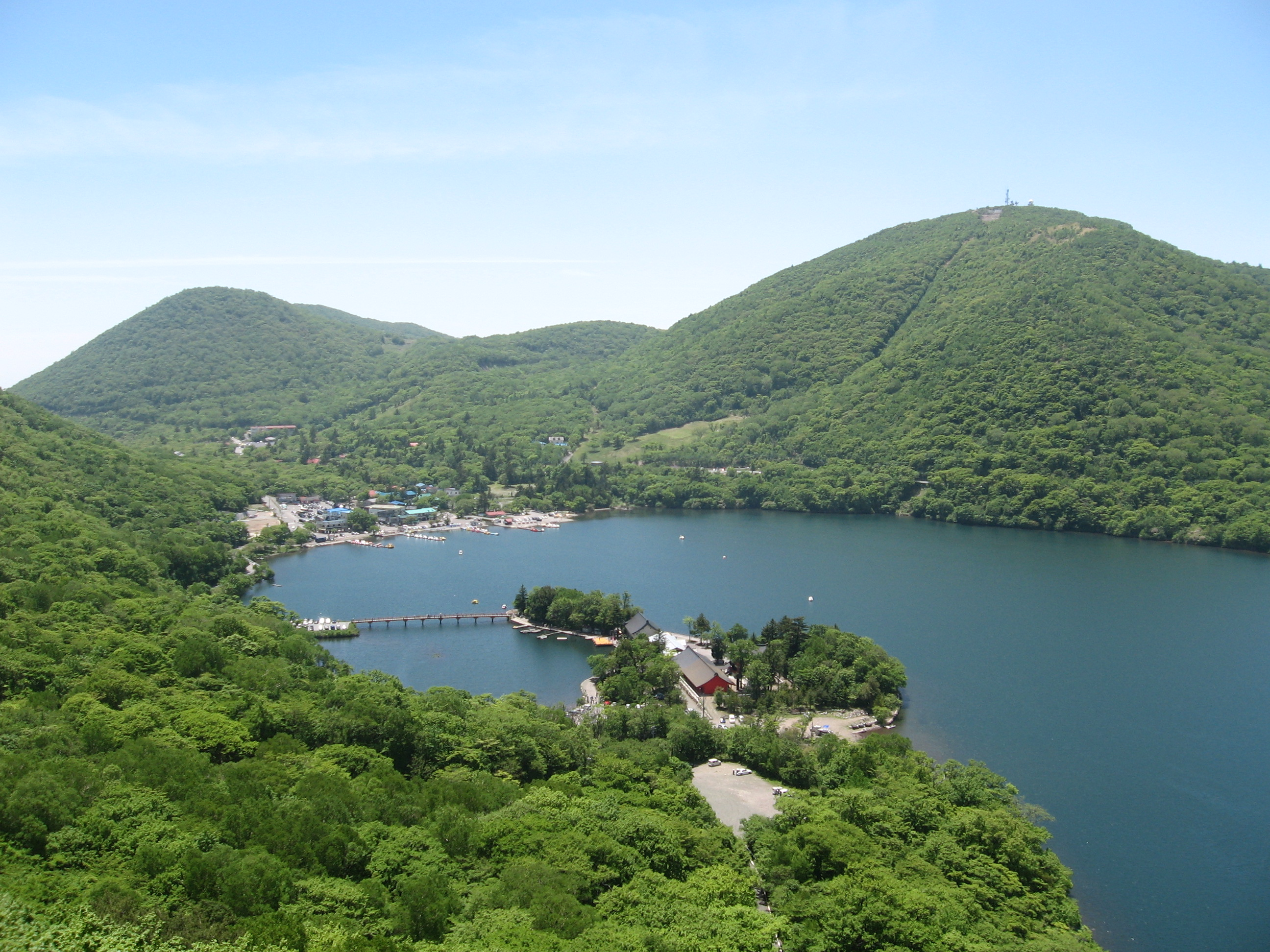
La trama de Initial D que está ambientada en la Prefectura de Gunma, se centra únicamente en los pasos de montaña y es un ejemplo de las carreras tōge que se ha llevado a otras partes del mundo.

El deporte de las carreras de drifting y tōge (también transcrito touge), principalmente de Japón, ha llevado a su aceptación en otras partes del mundo. Tōge, que en japonés significa "paso", porque estas carreras se llevan a cabo en caminos y pasos de montaña, generalmente se refiere a las carreras, un automóvil a la vez o en un formato de persecución, a través de puertos de montaña (cuya definición varía según la localidad y la organización de carreras). Ejemplos de tales caminos incluyen Del Dios Highway en Escondido, California; Genting Sempah en Malasia; Highway 35; y el monte Haruna, en la isla de Honshū, en Japón. Sin embargo, la competencia de carreras callejeras puede hacer que más personas corran en una carretera determinada de lo que normalmente estaría permitido (lo que genera la reputación de peligro inherente).
Las carreras de Tōge, llamadas Batallas, se realizan normalmente de noche entre 2 coches en "Gato y ratón" o las reglas de Initial D (como ocurre en el manga homónimo). Se llevan a cabo una serie de partidos con una ventaja y un conductor de persecución comenzando uno al lado del otro o de parachoques con parachoques en el punto de partida. Si el piloto líder logra crear una brecha notable (también llamada tirando de una brecha) entre su automóvil y el conductor de la persecución en la línea de meta, se determina que es el ganador del partido. Si el conductor de la persecución logra mantenerse en la cola de su oponente, o pasa al conductor líder para cruzar la línea de meta primero, gana el partido. En el segundo partido, el piloto de cola ocupa el primer lugar y el ganador se determina utilizando el mismo método. Si cada piloto gana un partido, a veces se produce un partido a muerte súbita mediante el lanzamiento de una moneda para determinar la posición de líder. A veces, los partidos de muerte súbita se utilizan cuando no hay tiempo suficiente para ejecutar otros 2 partidos, o si un conductor alega que su equipo no puede soportar el rigor de otra ronda. Quien gane un combate a muerte súbita gana la carrera. Es importante tener en cuenta que al usar las reglas de Initial D, si un piloto se estrella, pierde la carrera y no hay coincidencias a muerte súbita. Si no usa las reglas de Initial D, entonces un accidente puede significar solo perder el partido, no solo la carrera. Al igual que con todas las carreras callejeras, no hay reglas oficiales y cualquier ventaja que tenga un competidor puede usarse siempre que la parte desafiante esté de acuerdo con la carrera.
No todas las carreras de Tōge son batallas. Los grupos de corredores pueden reunirse para carreras de clubes, exhibiciones, carreras de prueba o carreras divertidas sin determinar ganadores o perdedores.

### Sprints
Los "sprints", también llamados "cannonball runs", son rallies ilegales de punto a punto en los que participan un puñado de corredores. Se remontan a las carreras europeas autorizadas a finales del siglo XIX. Las carreras se extinguieron cuando la caótica carrera París-Madrid de 1903 fue cancelada en Burdeos por razones de seguridad después de numerosas muertes que involucraron a conductores y peatones. Las carreras de punto a punto reaparecieron en los Estados Unidos a mediados de la década de 1910 cuando Erwin George Baker condujo a campo traviesa en carreras récord que se mantuvieron durante años, siendo legales en ese momento. El término "cannonball" fue acuñado para él en honor a sus carreras. Hoy en día, los conductores corren de una parte de una ciudad o país al otro lado; el que haga el mejor tiempo total es el ganador. Un ejemplo perfecto de una carrera ilegal en carretera fue el The Cannonball Baker Sea-To-Shining-Sea Memorial Trophy Dash original de la década de 1970, también conocido como "The Cannonball Run", que fundó el periodista automotriz Brock Yates. Las hazañas dieron lugar a numerosas películas, siendo la más conocida The Cannonball Run. Varios años después del notorio "Cannonball", Yates creó la versión familiar y un tanto legal One Lap of America, donde el exceso de velocidad ocurre en los circuitos de carreras y todavía se sigue realizándose hasta el día de hoy.
En la sociedad moderna es bastante difícil, si no imposible, organizar una carrera ilegal y extremadamente peligrosa, pero todavía hay algunos eventos que pueden considerarse carreras, como las carreras Gumball 3000, Gumball Rally y Players Run. Estas "carreras", más conocidas como mítines en aras de la legalidad, comprenden principalmente a personas adineradas que compiten con autos deportivos en todo el país por diversión. El AKA Rally, sin embargo, está diseñado para personas con un presupuesto más pequeño (aproximadamente $ 3,000). Las entradas a estos eventos suelen ser todo incluido (hoteles, comida y eventos). Los participantes "se reúnen" juntos desde un punto de partida a ubicaciones predeterminadas hasta que llegan a la línea de meta. El AKA Rally en particular ha organizado eventos orientados al conductor, por ejemplo, autocross o carreras de arrastre, lejos de las vías públicas para minimizar el riesgo de que los conductores se entusiasmen demasiado en las vías públicas. La última comunidad de carreras incluso ha generado numerosas series de televisión y videos, incluida la serie de películas Mischief y el reality show Bullrun. El AKA Rally apareció en MTV en un episodio de 2004 de True Life y fue filmado en 2008 para una serie de seis partes en la red Speed TV. Numerosos juegos se basan en la carrera de tipo bola de cañón de ejecución, siendo el más famoso juego de arcade Out Run de Sega. También fue parodiado en la serie Wacky Races de Hanna-Barbera de las décadas de 1960 y 1970.

### Circuitos
El circuito de carreras es un término alternativo común para pista de carreras, dada la configuración del circuito de la mayoría de las pistas de carreras, lo que permite que las carreras ocurran varias vueltas. Un circuito urbano es un circuito de carreras de automovilismo compuesto por vías públicas temporalmente cerradas de una ciudad, pueblo o aldea, que se utiliza en carreras de motor. Las instalaciones como el paddock, boxes, vallas y tribunas generalmente se colocan temporalmente y se retiran poco después de que termina la carrera, pero en los tiempos modernos los boxes, el control de carrera y las tribunas principales a veces se construyen permanentemente en el área. Dado que la superficie de la pista se planificó originalmente para velocidades normales, los conductores de carreras a menudo encuentran los circuitos urbanos con baches y falta de agarre. Las áreas de escorrentía pueden ser inexistentes, lo que hace que los errores de conducción sean más costosos que en los circuitos especialmente diseñados con áreas de escorrentía más amplias.
Los gobiernos locales a veces apoyan carreras que se realizan en circuitos urbanos para promover el turismo.

### Eventos legalmente sancionados

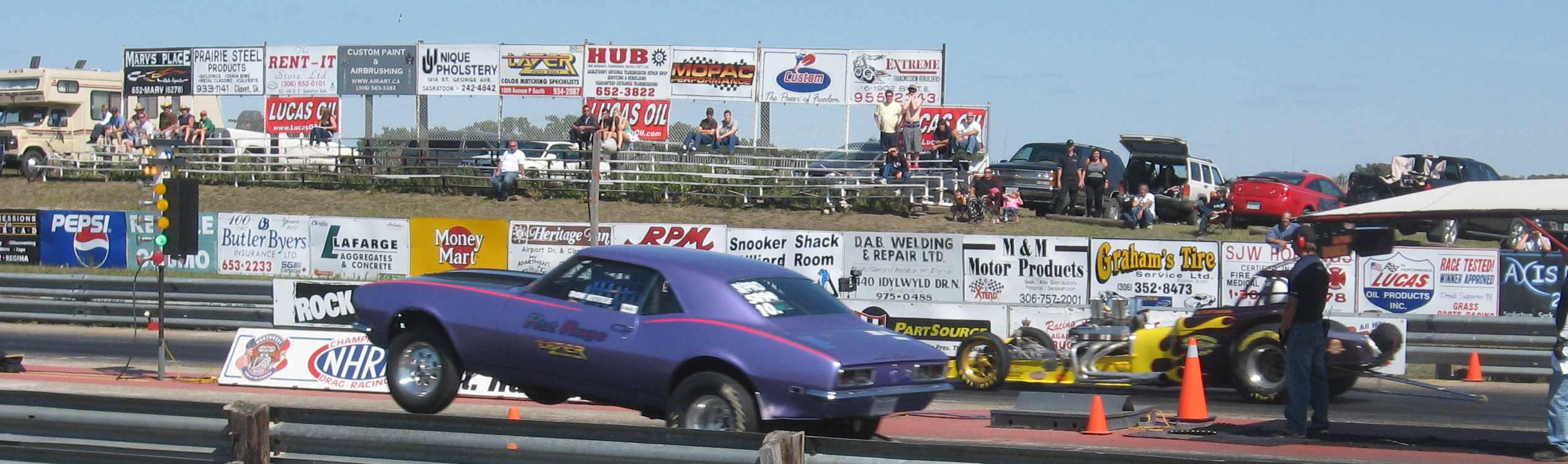
Las carreras de aceleración se han vuelto parte tanto de las carreras ilegales como del deporte de motor. En la imagen, se aprecia a un Chevrolet Camaro haciendo un caballito en la línea de arranque, junto a un dragster en el carril derecho.

A veces, los corredores callejeros llevan a sus corredores a una pista autorizada. Esto puede ocurrir cuando los autos muy rápidos se emparejan y los corredores o apostadores no quieren que el resultado de la carrera esté determinado por las condiciones de la superficie de la carrera, ya que las carreteras públicas no suelen ofrecer la superficie bien preparada de la pista sancionada. Estos corredores todavía se consideran corredores callejeros, ya que este tipo de carreras uno a uno generalmente no se disputan en clases de carreras autorizadas, especialmente si la carrera involucra el tipo común de handicaps de carreras callejeras (como se ve en las carreras de corchetes). Estas carreras generalmente se conocen como "carreras de rencor", que con frecuencia se organizan en eventos programados regularmente en la pista de carreras (días de "Prueba y ajuste"). En algunos casos, la pista de carreras apaga el marcador que normalmente mostraría los números de rendimiento del corredor.
Muchos corredores de estilo callejero organizan eventos completos en pistas autorizadas legalmente.
Sin tiempo: el equipo de cronometraje de la pista se apaga y la información sobre el rendimiento del automóvil solo se muestra al personal de la pista con el fin de hacer cumplir las reglas de seguridad. A menudo, incluso el corredor no sabe que su tiempo transcurrido o su velocidad final fue hasta que se le entrega el horario oficial al piloto al final de la carrera. Estas carreras generalmente tienen autos que están ligeramente separados en una o más clases según los tipos de modificaciones que tienen, y se ejecutan mano a mano (sin handicaps) en un formato tradicional de eliminación de carreras de resistencia hasta que se determina el ganador.
Sin preparación: la superficie de la pista no está tratada con PJ1 Trackbite u otros productos químicos que normalmente sería para un evento tradicional, y algunas veces los relojes están apagados (excepto los oficiales y el horario). El propósito de una carrera sin preparación es simular las condiciones marginales de la superficie de la pista que normalmente se encuentran en las carreteras públicas. Los corredores que prefieren este tipo de evento generalmente lo hacen porque les permite demostrar que sus autos podrían ser realmente competitivos en una vía pública sin la necesidad de arriesgar la vida o las extremidades al correr en la calle. Sin embargo, esto puede ser controvertido. En 2012, el Campeonato de Europa de carreras de resistencia de la FIA canceló el estatus de campeonato en la ronda de Hockenheimring después de la Fórmula 1. Las autoridades exigieron que se limpiara con chorro de arena todo el tratamiento en toda la pista de arrastre, ya que los equipos de Fórmula 1 podían usar el área de la plataforma de lanzamiento (que también funciona como la escorrentía que se dirige a la curva final del circuito) para ganar tracción de manera ventajosa. La pista se convirtió efectivamente en "sin preparación" en el encuentro de carreras de resistencia semanas después, y después de numerosas quejas sobre la superficie sin preparación, el evento se desarrolló sin estatus de campeonato.
Roll Race: los autos están típicamente hasta 100 metros (110 yardas) detrás de la línea de salida cuando se da una señal para que los autos se vayan. Los autos pasan por delante del árbol de Navidad a 100 km/h (62 mph) más allá de los rayos de tiempo para comenzar la carrera. Esta forma de carreras de arrastre en tierra es similar a las carreras de botes de arrastre en el agua.
Verde instantáneo: el árbol de Navidad está programado, una vez que ambos autos están en escena, para omitir la cuenta regresiva de la luz amarilla y encender inmediatamente la luz verde cuando la computadora activa la secuencia de inicio aleatoriamente después de que ambos autos estén en escena. Esto es similar a las carreras de arrastre de "semáforo", donde los corredores callejeros se fueron en el semáforo que se pone verde.
Carrera de aceleración: siendo conocida como Street Drag, es un tipo de carrera de autos en la que compiten automóviles o motocicletas, solo dos corredores a la vez, ser el primero en cruzar una línea de meta establecida es el ganador. La carrera sigue un recorrido corto y recto desde un comienzo parado sobre una distancia medida, más comúnmente con una distancia más corta que se vuelve cada vez más popular, ya que se ha convertido en el estándar para los dragsters Top Fuel y los autos divertidos, donde algunas carreras de corchetes importantes y otros organismos sancionadores lo han adoptado como estándar.
Street Drift: es una técnica de conducción en la que el conductor sobrevira intencionalmente, con pérdida de tracción, mientras mantiene el control y conduce el automóvil por la totalidad de una curva. La técnica hace que el ángulo de deslizamiento trasero exceda el ángulo de deslizamiento delantero hasta tal punto que a menudo las ruedas delanteras apuntan en la dirección opuesta al giro (por ejemplo, el automóvil gira a la izquierda, las ruedas apuntan a la derecha o viceversa, también conocido como opuesto, bloqueo o contradirección). El deporte de la deriva no debe confundirse con la deriva en las cuatro ruedas, una técnica clásica establecida en las curvas. La deriva se realiza tradicionalmente dando patadas en el embrague, luego sobrevirando y contravirando intencionalmente.

## Terminología
A nivel mundial, es difícil establecer un léxico "oficial" de la terminología de las carreras callejeras, ya que la terminología difiere según la ubicación. Se pueden encontrar ejemplos de esta diversidad en las diversas palabras utilizadas para identificar a los mismos corredores callejeros ilegales, incluidos hoonigan y boyracer (Nueva Zelanda y Australia), tramero (España), hashiriya (Japón) y mat rempit (Malasia).
Los términos comunes a los Estados Unidos y otros países de habla inglesa incluyen:
Nitrous Oxide System o N2O System: un sistema en el que el oxígeno requerido para quemar combustible proviene de la descomposición del óxido nitroso (N2O) en lugar del aire, lo que aumenta la potencia de salida de un motor al permitir que el combustible se queme a una velocidad superior a la normal. Otros términos utilizados incluyen the juice, the squeeze, the bottle y NOS.
Pottstown o Potts Race: cuando dos autos se arrastran y atraviesan dos o más semáforos hasta que el auto que pierde se detiene en un semáforo. Esto fue popular en la década de 1980 en la ciudad de Pottstown, Pensilvania, hasta que el distrito redujo las calles de uso común a un solo carril en un esfuerzo por disuadir la práctica.
Big Tire Race: dos autos que compiten con un juego de llantas de más de 28.5 pulgadas de alto o más ancho de 12.5 pulgadas de banda de rodadura. Por lo general, este término se usa en referencia a los neumáticos traseros de los automóviles utilizados en carreras en línea recta, y se refiere a un automóvil que tiene modificaciones en los rieles del bastidor trasero y el sistema de suspensión para permitir que los neumáticos grandes quepan debajo del automóvil, pero a veces de bajo presupuesto. Los corredores simplemente cortarán los paneles de la carrocería del automóvil y permitirán que los neumáticos grandes se extiendan más allá del ancho de la carrocería del automóvil. Cortar la carrocería es una modificación que se considera deficiente y, si se hace a menudo para hacer que un auto parezca que no está bien construido, con la esperanza de convencer a otros corredores de que el auto no es muy rápido, con las esperanzas que ofrecerán los otros corredores un comienzo de handicap. Estas reglas también se utilizan en carreras de resistencia legítimas como clases de coches.
Small Tire Race: dos autos que compiten con un conjunto de autos con llantas menores o iguales a 28.5 pulgadas o iguales a 12.5 pulgadas de banda de rodadura. Este tipo de carreras generalmente asume que los rieles del bastidor trasero y la suspensión no se modifican radicalmente. Los neumáticos pequeños limitan la potencia que el coche puede aplicar al suelo. También hay carreras autorizadas legalmente que separan a los autos en clases según el tamaño de los neumáticos y las modificaciones del chasis. Incluso hay eventos de carreras enteros legalmente sancionados limitados a autos con llantas pequeñas y autos que usan llantas legales para árboles aprobadas por DOT en lugar de llantas de carreras. Estas reglas también se utilizan en las carreras de resistencia legítimas como clases de coches.
David versus Goliath: cuando un automóvil con llantas grandes compite con un automóvil con llantas pequeñas.
Un dig puede referirse a todos los participantes que siguen una línea, alineando la llanta delantera de los vehículos, después de lo cual todos los vehículos corren desde una parada hasta un punto preestablecido (generalmente un cuarto de milla en los Estados Unidos, pero puede variar según la localidad).
Un roll generalmente se refiere a una carrera que comienza a una velocidad distinta de cero y continúa hasta que todos los participantes menos uno han dejado de correr. Esto puede ir acompañado de tres bocinazos que serían análogos a una cuenta regresiva.
Para ser establecido longitudes es un sistema de handicap que permite que un coche más lento percibida para iniciar su carrera de una serie de longitudes del coche por delante y que requieren el auto percibida más rápido para ponerse al día y pasar el coche más lento. A menudo hay negociaciones acaloradas para determinar un número justo. Esto sería análogo al formato de inicio de handicap de carreras de corchetes utilizado donde un automóvil tiene una ventaja sobre el otro. Algunas pistas de arrastre ofrecen eventos de estilo de carreras callejeras.
Para obtener el go, jump, break, hit, kick o move es comenzar la carrera sin el abanderado. Este es otro sistema de handicap que requiere que un automóvil espere hasta que vea que el otro automóvil comienza a moverse antes de que se le permita abandonar la línea de salida. En las bandas de arrastre legítimas que ejecutan eventos de estilo de carreras callejeras, un salto se usa para una falta de luz roja si se usa el árbol de Navidad.
Otro hándicap que se puede ofrecer, especialmente en carreras rectas de corta distancia, se llama the get off o the clear. Esta estipulación significa que en la línea de meta, la mayor parte trasera del automóvil que ofrece este handicap debe estar claramente por delante de la parte delantera del automóvil que lo recibe para que el automóvil delantero sea considerado el ganador. No ofrece nada más que el equivalente a que un automóvil le dé al otro una longitud única en la línea de salida, pero a veces hace parecer que el automóvil que da esta desventaja está ofreciendo algo adicional a otras desventajas.
Otro handicap se llama "la etapa del neumático trasero", lo que significa que el coche que obtiene este handicap puede poner su neumático trasero en la línea de salida mientras que el coche que lo da debe poner sus neumáticos delanteros en la línea de salida.
La etapa de neumáticos Break, Clear y Back son hándicaps que se pueden ofrecer solos o juntos cuando se compite en la calle, pero también son compatibles cuando este tipo de carreras se realiza en una pista autorizada, ya que las pistas autorizadas no siempre tienen los medios. de ofrecer otro tipo de hándicaps a los corredores callejeros que buscan realizar una carrera tipo calle en la pista sancionada.
Cuando la etapa del neumático trasero, la ruptura y el despeje se ofrecen de un corredor a otro en una carrera de un solo par, a veces se dice que el donante dice que está ofreciendo "todo en las carreras" a su competidor potencial. Este lenguaje se usa típicamente frente a una gran multitud de espectadores para avergonzar al destinatario potencial y hacer que acepte competir. Se trata de the hustle.

Un inicio de linterna ocurre cuando el inicio de la carrera es señalado por un abanderado que enciende una linterna. En las pistas de arrastre legítimas con programas de carreras callejeras, esto se puede simular con verde instantáneo (donde no se usan las luces amarillas en el árbol de Navidad; una vez que los autos están preparados, se puede usar un retraso, luego solo se enciende la luz verde).

Además de las adicciones a las carreras, generalmente hay observadores presentes en las carreras callejeras organizadas. Un abanderado comienza la carrera; esto generalmente se logra parándose frente a los vehículos y haciendo un movimiento de arriba hacia abajo con los brazos indicando que la carrera debe comenzar, ondeando una bandera verde (que era el caso en las primeras carreras de resistencia antes del desarrollo del Árbol de Navidad). o hacer parpadear una linterna. Hay variaciones sobre este tema, incluido el lanzamiento / caída de un pañuelo, cinta, etc. Este acto sería análogo al Árbol de Navidad en una típica carrera de drag y ha sido retratado ampliamente en la cultura popular, desde los videos musicales de ZZ Top hasta el cine estadounidense.

## Tipos de corredores
El rango de edad predominante que participa en las carreras es el de entre 16 y 25 años. Las minorías masculinas que provienen de la clase social media a baja tienen más probabilidades de participar en las carreras callejeras. El 33% de los conductores que participan en las carreras no poseen licencia de conducir estatal, mientras que el 66% sí lo tienen. Conducir en estado de ebriedad juega un papel importante, ya que el 88% de los conductores están bajo la influencia del alcoholismo o de una sustancia. Resulta que alrededor del 14% de la mayoría de los participantes sufre algún tipo de accidente. Los accidentes suelen ocurrir durante la noche o temprano en la mañana. Esto se hizo para evitar otros disturbios como la policía o el tráfico. Las carreras callejeras son solo una pequeña fracción de los accidentes automovilísticos. La necesidad de programas educativos para enseñar a las personas sobre los aspectos negativos de la conducción peligrosa puede minimizar la tasa de carreras callejeras. Al hacerlo, esto puede ayudar a reducir la tasa de accidentes entre los adolescentes.

## Consecuencias
En algunas jurisdicciones, las carreras ilegales están penadas como una figura jurídica propia. En otro caso, los corredores ilegales pueden ser procesados por alterar el orden público, violar la propiedad privada y cometer infracciones viales tales como superar el límite de velocidad y circular contramano. También es común el robo de vehículos con el fin de ser preparados para carreras ilegales.
Por su carácter ilegal, este tipo de carreras son mucho más peligrosas que las legales. Como los corredores y los vehículos muchas veces carecen de equipamiento de seguridad, son más propensos a choques más graves. Además, la naturaleza de las carreras genera peligro de dañar la propiedad ajena, e incluso de lesionar otras personas en el caso de carreras en la vía pública. Existen además incontables casos en los que los conductores participantes de éstas carreras o los espectadores han resultado con lesiones graves o incluso la muerte, tras haber participado en dichos eventos. Una carrera ilegal puede estar asociada con la actividad de pandillas u otros delitos organizados, a menudo puede utilizar la violencia u otros delitos como las apuestas o los juegos de azar. Además, una carrera ilegal asociada con el crimen puede estar relacionada con la prostitución, que a menudo se ofrece como un "premio" para el competidor ganador, así como también con las apuestas extensivas.
Muchos participantes de estas carreras también son proclives a conducir habiendo consumido bebidas alcohólicas.

## Por país

### África

#### Nigeria
El 27 de diciembre de 2021, la policía arrestó a varios jóvenes ricos que participaban en carreras ilegales en Abuya. Debido a las carreras ilegales, los corredores han citado una parte de una carretera popular en Abuya como lugar de carreras.

#### Sudáfrica
Las carreras callejeras ilegales en Sudáfrica han sido un problema durante mucho tiempo, principalmente en Ciudad del Cabo. Este acto provoca indignación en las comunidades locales debido al ruido, los accidentes, etc. A partir de 2022, las autoridades están desarrollando medidas que se adoptarán para abordar las carreras ilegales.

### América

#### Canadá
Un conductor declarado culpable de causar una muerte en una carrera ilegal puede ser condenado a cadena perpetua como un período máximo, con posibilidad de libertad condicional completa después de cumplir 7 años de prisión. Un conductor fue condenado por herir a otra persona en el transcurso de una carrera ilegal está sujeto a una pena de prisión de 14 años como máximo.

#### Estados Unidos
Hay una fuerte cultura de carreras en California, particularmente en el sur de California. Se considera que es el lugar de nacimiento de las carreras de aceleración en Estados Unidos. Esta área fue cubierta con cierta profundidad por revistas como Turbo and Hi-Tech Performance y Sport Compact Car a fines de la década de 1990.
En algunos casos, esta popularidad ha llevado a leyes estrictas contra las carreras ilegales que imponen castigos más estrictos (incluidos delitos menores por asistir a eventos de carreras) que las infracciones de tránsito normales y a menudo, también involucran grupos de trabajo dedicados contra las carreras. San Diego, en el sur de California, fue la primera ciudad de Estados Unidos que permitió el arresto de espectadores que asistían a las carreras callejeras. Las sanciones por violar las leyes de carreras ilegales pueden ahora incluir la incautación y posiblemente la destrucción del vehículo infractor, la suspensión o revocación de la licencia de conducir del infractor, o ambas.
Algunos departamentos de policía de los Estados Unidos también han llevado a cabo programas de alcance comunitario para trabajar con la comunidad de carreras para educarlos sobre los peligros de las carreras ilegales, así como para alentarlos a competir en eventos autorizados. Esto también ha llevado a una campaña introducida en el año 2000 llamada Racers Against Street Racing (RASR), un grupo de entusiastas de base formado por fabricantes de automóviles, compañías de repuestos para el mercado secundario, corredores de carreras profesionales, organismos sancionadores, pistas de carreras y revistas automotrices dedicadas a promover el uso de pistas de rodadura seguras y legales como alternativa a las carreras callejeras. Beat the Heat es un ejemplo típico de este tipo de programa. Otras alianzas de este tipo se han forjado en el sur y centro de California, reduciendo la incidencia de las carreras ilegales. A excepción de San Diego, lugares de carreras populares han sido Los Ángeles, Miami, Long Beach, Oakland, San Francisco, Fort Lauderdale, Filadelfia, y el suburbio Seattle de Kent, Washington.

#### Brasil
En Brasil, las carreras ilegales se conocen comúnmente como "pegas" o "rachas". Desde 1997, el Código Nacional de Tráfico de Brasil prohíbe las carreras ilegales, las acrobacias, los movimientos peligrosos y las competiciones relacionadas en la vía pública; a los corredores se les puede confiscar el permiso de conducir y los coches, además de pagar una multa y pasar de seis meses a dos años de prisión. Los lugares populares de carreras ilegales a menudo son descubiertos por la policía después de recibir información de Crime Stoppers. En tales casos, primero se envía a agentes vestidos de civil para comprobar si la información es correcta. Si es así, se bloquean las carreteras que salen del lugar y se detiene a los competidores.
Las carreras de aficionados legales son posibles en algunos lugares. Por ejemplo, el Autódromo José Carlos Pace, la sede del Gran Premio de Brasil de Fórmula 1, alberga regularmente eventos de carreras de aficionados con la infraestructura adecuada. Algunos hipódromos tienen eventos como días de pista o carreras de aceleración con autos divididos en categorías por potencia.

#### Chile
En Chile, las carreras ilegales se les conoce como "piques".
La forma más común es modalidad drag. Esta consiste en una recta, de aproximadamente 201mt o 402mt desde la línea de arranque hasta la meta, donde se posicionan 2 autos, uno en cada vía y el que llega primero a la meta o hace el menor tiempo desde que le dieron partida, es el que gana. Normalmente en estas carreras no se ven apuestas involucradas, solo se hacen por hobby, entretención, práctica, configuración, etc.
Los autos más comunes que se ven y se utilizan en estas carreras son: Nissan Tsuru V16, Nissan Primera P11, Chevrolet Corsa, Subaru Impreza, Subaru Legacy, Honda Civic, Toyota Yaris y Toyota Corolla. Las carreras ilegales en Chile tienen distintos grados de penalización por estar relacionado con estas, pero no tienen tanta diferencia entre sí. La sanción que se aplica por participar en las carreras es presidio menor en su grado mínimo (61 días hasta 540 días) con una multa de 2 a 10 UTM.

### Europa
Las carreras ilegales en la mayoría de los países europeos son ilegales. La manera más común de las carreras ilegales es el agarre en los puertos de montaña, especialmente en el norte de España, con carreteras como el Montseny, en Cataluña.

#### Grecia
Las carreras ilegales han sido una subcultura de Grecia desde la década de 1970. Las carreras ilegales se organizaron más en la década de 1980 y obtuvieron reconocimiento público durante la década de 2000 gracias a revistas como Max Power. Los lugares más populares son Poseidonos Avenue, Vouliagmeni Avenue, Limanakia en Varkiza, Schisto en Korydalos y Kryfi en Marathonas, todos ellos en Attica. Otras ciudades o regiones como Salónica también tienen una gran subcultura de carreras ilegales, pero no tanto como Atenas debido a su población.
Hasta mediados de la década de 1990, la policía griega no interfirió en las carreras callejeras; ha habido informes de agentes de policía que participan o son espectadores en ellos. Eso estaba a punto de cambiar cuando el canal de televisión griego, Mega, mostró un accidente automovilístico en Limanakia. Esto cambió por completo la cultura de las carreras ilegales en Grecia, ya que la policía se vio obligada a tomar medidas enérgicas. Por esa razón, en 1995 se creó una unidad policial llamada Escuadrón Sigma que conducía autos deportivos de alta gama como el BMW M3, el Audi RS2 y el Porsche 930 Turbo. La unidad se disolvió en 2005 después de varios accidentes y falta de financiación.
La falta de pistas de carreras (especialmente fuera de Atenas) y la enorme popularidad de los coches y las motos son las principales razones por las que las carreras callejeras son tan populares.
El corredor callejero más famoso es Dimitris Papadopoulos, de 53 años, más conocido por el sobrenombre de "Kataramenos", que significa "maldito". Ha conducido muchos coches, como el Ford Sierra Cosworth, Mazda RX-8 y el más famoso, un Mitsubishi Lancer Evolution VII rojo que todavía conduce; tenía el récord de Lancer Evolution más rápido del mundo. También fue la primera persona en usar el óxido nitroso en Grecia.
Los coches populares que utilizan los corredores callejeros son Citroën Saxo / Peugeot 106, Honda Civic, Volkswagen Golf, SEAT Cupra GT y BMW Serie 3.
Aunque las carreras callejeras han disminuido debido a la crisis económica, siguen siendo populares.

#### Albania
Las carreras callejeras han sido una subcultura de Albania desde la década de 1990, tras la caída del comunismo. Las carreras callejeras se volvieron más organizadas en la década de 2000 y ganaron reconocimiento público durante la década de 2010 gracias a revistas como Max Power. Las carreteras cercanas a la plaza Skanderbeg en la capital nacional de Tirana son el lugar más popular para las carreras callejeras. Los corredores callejeros albaneses suelen utilizar coches alemanes e italianos de las décadas de 1980, 1990 y principios de los años 2000.

#### Alemania
El 1 de febrero de 2016, dos corredores callejeros ignoraron varias luces rojas y mataron a un jubilado de 69 años, padre de dos hijos, cuando uno de los conductores embistió con su vehículo en la Kurfürstendamm de Berlín. En febrero de 2017, el Landgericht de Berlín en Alemania, condenó a los dos conductores por asesinato colaborativo, en la primera condena por asesinato para corredores callejeros. El veredicto fue apelado ante el Tribunal Federal de Justicia ya que no estaba claro que los conductores hubieran conducido con intenciones letales o negligencia criminal. El segundo juicio se reanudó en agosto de 2018, momento en el que los conductores habían pasado dos años detenidos. El segundo juicio fue anulado y un tercer juicio comenzó en noviembre de 2018. Fueron nuevamente condenados por asesinato en 2019 y el veredicto fue nuevamente apelado ante la Corte Federal de Justicia, quien confirmó el veredicto de asesinato contra el principal perpetrador en junio de 2020.

#### Italia
En Italia tiene una larga tradición en las carreras ilegales y los coches tuneados.
En la década de 1960, un Fiat 500 sintonizado solía correr en la carretera cerca de Parma, alcanzando una velocidad máxima de 180 km / h (~ 112 mph).
A partir de la década de 1990, las carreras ilegales eran muy populares en Italia. En Roma, los corredores callejeros solían realizar encuentros de autos cerca del Obelisco de Marconi y competir en las carreteras locales. La película Velocità massima, se inspiró en estos eventos y es un clásico de culto entre los entusiastas de los automóviles italianos.
La mayoría de los autos involucrados en estos eventos fueron los infames Bare con le ruote, que significa "ataúd sobre ruedas", como el Fiat Punto GT, el Fiat Uno Turbo, el Peugeot 106, el Renault Clio Williams y el Renault 5 Turbo.
A principios de la década de 2000, muchas personas resultaron gravemente heridas o murieron durante las carreras callejeras. En mayo de 2000, dos hombres que conducían un BMW robado perdieron el control de su vehículo durante una carrera callejera y golpearon a una gran multitud, matando a una mujer de 24 años.
En octubre de 2002, un hombre llamado Angelo Giugliano murió después de ser atropellado por dos autos involucrados en una carrera ilegal en Roma.
En la década de 2010, los días de pista en el Autodromo Nazionale di Monza se vuelven más populares entre los entusiastas de los automóviles y los agotamientos en el túnel atraen a muchos espectadores. Muchos automóviles que realizan quemaduras son vehículos que recorren la calle.
A finales de la década de 2010 y principios de la de 2020, las reuniones de autos legales se hicieron populares en Italia. Las lesiones siguen siendo frecuentes, como el conductor de un BMW que golpeó a una multitud e hirió a algunas personas en Turín en noviembre de 2018.
Las carreras ilegales siguen siendo populares en Italia y se pueden dividir en corredores callejeros y corredores tōge.

#### Portugal
En Portugal, las carreras callejeras son ilegales, pero siguen siendo muy populares, principalmente entre adolescentes y adultos jóvenes de entre 18 y 30 años. Los sitios preferidos para las carreras ilegales son las áreas industriales, las autopistas, las calles anchas en las ciudades más grandes y las autopistas que conectan los lugares a su alrededor. El área principal para la práctica de carreras ilegales en Portugal es el Puente Vasco da Gama, el puente más largo de Europa, de 17,2 km (10,7 millas) de largo, que proporciona una recta larga y amplia para las carreras de resistencia. Las áreas donde las carreras callejeras son comunes suelen tener instaladas cámaras de velocidad automáticas. Las carreras se suelen realizar de noche, cuando hay menos conductores en las carreteras.
A pesar de los muchos esfuerzos de la policía contra la amenaza, y según fuentes de la Polícia de Segurança Pública y la división de Patrulla de Caminos de la Guardia Nacional, los delitos relacionados con las carreras ilegales siguen aumentando, lo que motivó la promulgación de una nueva ley que permite uno será condenado por "homicidio en el contexto de una carrera callejera" en lugar de solo homicidio negligente.
Dado que las carreras ahora se programan principalmente a través de SMS y foros de Internet, la policía mantiene una vigilancia constante sobre los sitios web de las carreras ilegales. Además, los videos que muestran carreras ilegales en sitios web de alojamiento de videos como YouTube ayudan a la policía a identificar ubicaciones e individuos y, finalmente, procesarlos.
Una asociación de voluntarios amantes de la velocidad, llamada Superdrivers, lucha para que los eventos de carreras autorizados sucedan todos los fines de semana y se opone a las carreras ilegales. Se quejan de que las carreras legales solo están disponibles una o dos veces al año y en condiciones restringidas.
Los deportivos compactos (hot hatchback) como Abarth 500 y Ford Fiesta ST son populares entre los corredores callejeros, pero también los autos japoneses y franceses de las décadas de 1990 y 2000 son muy comunes, especialmente en los toques de montañas estrechas, utilizando piezas de automóvil del Grupo N y quitando piezas interiores para ahorrar algo de peso.

#### Reino Unido
Las carreras callejeras en el Reino Unido son ilegales según la Ley de Tráfico por carretera de 1988. El castigo por una condena por carreras de autos y pruebas de velocidad en vías públicas es una prohibición obligatoria de conducir y una multa que no exceda de £2,500.
La ciudad de Birmingham ha sido descrita como la capital de las carreras ilegales del Reino Unido.

### Asia

#### China
En 2015, la policía llevó a cabo una redada y arrestó a 13 residentes de Hong Kong, quienes fueron multados y condenados a entre uno y cuatro meses de cárcel, luego de ser sorprendidos conduciendo a una velocidad de hasta 275 km / h (171 mph). Los conductores, que conducían una flota de autos deportivos de lujo, incluidos varios Ferrari, Lamborghini y McLaren, fueron arrestados en la frontera de Shenzhen tratando de regresar a Hong Kong.
La ley según la cual se llevó a cabo este arresto se promulgó en 2010 después de que Hu Bin, un estudiante de Hangzhou, subiera a la acera en una carrera callejera y matara a un peatón. Se produjo una protesta pública, ya que Hu provenía de una familia adinerada, mientras que la víctima era la única fuente de ingresos de su familia. Hu fue sentenciado a tres años de prisión y una multa de 1,1 millones de yuanes, así como una prohibición de conducir no especificada.

#### Japón

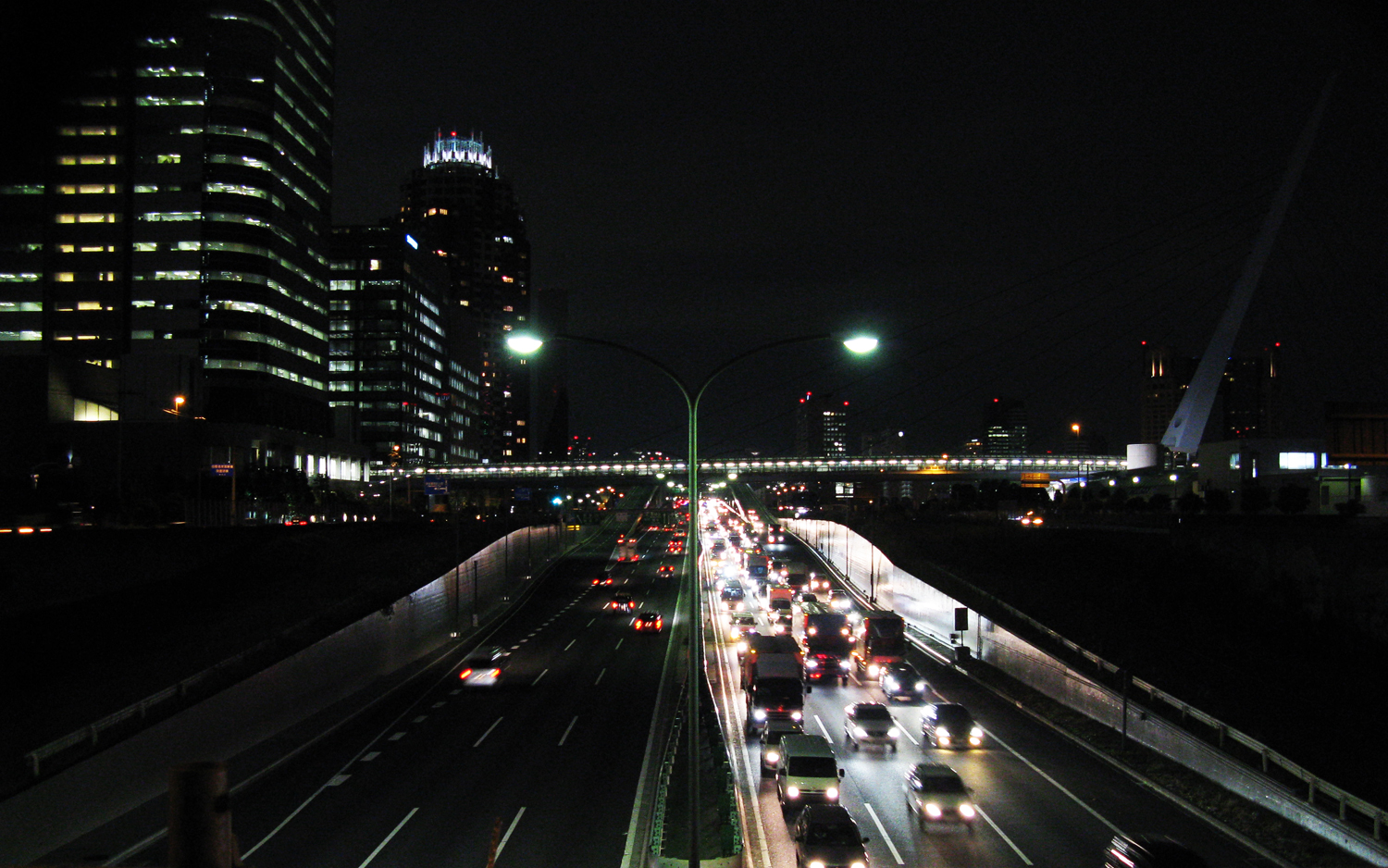
La ruta Bayshore fue de inspiración para crear el manga Wangan Midnight, que obtuvo una serie de anime, películas y videojuegos que conformaron una franquicia reconocida en todo Japón.

Los corredores callejeros, conocidos de forma nativa como hashiriya (走り屋?), a menudo conducen sus coches en autopistas y carreteras, donde se les conoce como batalla de kōsoku o comúnmente conocidos como Rōlette-zoku ya que conducen dando vueltas y vueltas en movimientos circulares y ocurren con frecuencia en la autopista Shuto en Tokio. Los corredores japoneses también han popularizado las carreras a lo largo de las estrechas y sinuosas carreteras de las montañas del país, conocidas como tōge (retratado en la serie de manga / anime Initial D); mientras que la escena de las carreras de autopistas se retrata en el manga / anime Wangan Midnight, así como en la serie de películas Megalopolis Expressway Trial.
El grupo más notorio asociado con las carreras ilegales fue el Mid Night Club, que se hizo mundialmente famoso por sus velocidades, en ocasiones superando los 300 km/h (190 mph).
Con castigos más severos, patrullas de policía, represiones en áreas de reunión y la instalación de cámaras de velocidad, las carreras en las autopistas en Japón no son tan comunes hoy en día como lo fue durante las décadas de 1980 y 1990. Aun así, ocurre de forma no tan regular. Los corredores persistentes a menudo instalan mecanismos de giro de la placa de matrícula asistidos por resorte que sujetan las placas a gran velocidad o pantallas a prueba de imágenes sobre sus placas. En 2001, la cantidad de los hashiriya se redujo de 9.624 (en 1995) a 4.365 y las detenciones policiales en las zonas donde se reúnen los hashiriya son habituales. Los coches se revisan para detectar modificaciones ilegales y, si se encuentran, los propietarios son multados y obligados a retirar las modificaciones infractoras.
Una de las causas de las carreras ilegales en Japón es que, a pesar de la fama y la gran cantidad de circuitos de carreras, estos circuitos pueden estar abarrotados. Además, la carrera de estos circuitos puede costar hasta 20.000 yenes, mientras que el peaje de la carretera puede costar menos de 1.000 yenes.
Como en otros países, las carreras callejeras también ocurren en rectas largas en áreas industriales, que se utilizan para carreras de resistencia, conocidas de forma nativa como Zero-Yon (ゼロヨン?) para "0-400" (metros), Yon es japonés para el número "4". Esta práctica dio su nombre a la popular franquicia de videojuegos de la década de 1990, la serie Zero4 Champ.

#### Malasia
Las carreras callejeras en Malasia son ilegales, al igual que ver una carrera ilegal; esto lo hace cumplir la policía de Malasia. Muchas calles, carreteras y autopistas de Kuala Lumpur, Penang, Johor Bahru y otras ciudades o pueblos del país se han convertido en lugares para las carreras. Entre los participantes hay adolescentes que conducen automóviles modificados o motocicletas.
Los corredores de motos callejeros en Malasia son conocidos en lengua malaya como mat rempit. Estos mat rempit son famosos por sus acrobacias "Superman" y otras hazañas realizadas en sus motocicletas. También son conocidos por su cilok, una especie de carrera en la que los corredores se mueven entre el tráfico en movimiento y parado a alta velocidad. Además de hacer sus acrobacias y correr, tienen la costumbre de causar desorden público. Por lo general, viajan en grupos grandes y en ocasiones, asaltan estaciones de servicio aisladas. Pueden acordonar el flujo de tráfico normal para permitir que sus amigos corran a lo largo de un circuito predeterminado.
La mayoría de los corredores de coches ilegales en Malasia utilizan coches comunes modificados o coches de bajo rendimiento. Algunos de los automóviles más utilizados incluyen automóviles nacionales como los Proton Wira, Proton Saga, Proton Perdana, Proton Satria y Proton Waja, o automóviles japoneses como la primera generación de Nissan Cefiro, Nissan Silvia, Mitsubishi Lancer Evolution, Subaru Impreza, el nuevo Nissan GT-R, Nissan 180SX, Honda Integra y Toyota AE86 e incluso coches occidentales de alto rendimiento como el Ferrari F430, también se han utilizado los coches BMW M3 E46 y Porsche Cayman. Las carreras de aceleración ilegales a menudo tienen lugar en carreteras de colinas peligrosas como Bukit Tinggi, Genting Highlands, Cameron Highlands o Teluk Bahang en Penang. Mientras tanto, las carreras de resistencia ilegales se llevan a cabo en autopistas como Second Link Expressway en Johor Bahru. Los corredores callejeros se pueden distinguir por sus vehículos sobremodificados que no siguen las regulaciones viales en Malasia.
El 3 de mayo de 2009, la División de Tráfico de Bukit Aman de la Policía Real de Malasia, junto con el Departamento de Transporte por Carretera, lanzaron una vez más una importante operación integrada para reprimir tanto a los automóviles como a las motocicletas mat rempit involucradas en carreras ilegales. Más de 115 motocicletas fueron incautadas en la gran operación que se llevó a cabo simultáneamente en Kuala Lumpur, Selangor, Penang y Negeri Sembilan.

#### Turquía
En Turquía, las carreras callejeras son ilegales. Desde la década de 1960, las carreras ilegales han sido una subcultura de la Bağdat Avenue en Estambul, donde los jóvenes ricos competían con sus muscle cars importados. La mayoría de estos jóvenes son ahora de mediana edad que reviven sus años de emoción como famosos corredores profesionales de rallies o de pista. Con el aumento de GTI y la cultura de los deportivos compactos a partir de la década de 1990, las carreras ilegales revivieron por completo. Hacia fines de la década de 1990, las carreras callejeras nocturnas provocaron muchos accidentes fatales, que llegaron a un nivel mínimo debido a la intensa patrulla policial.

### Oceanía

#### Australia
Las carreras ilegales en Australia ocurren en todo el país, sobre todo en ciertos suburbios de las principales ciudades y en las zonas semirrurales de Nueva Gales del Sur y Victoria. Las personas que participan, específicamente los propios conductores, se conocen como hoons o boyracers en Nueva Zelanda. El término también se usa como un verbo para describir la conducción imprudente y peligrosa en general ("to hoon" o "to hoon around").
Las carreras ilegales comenzaron a fines de la década de 1960 cuando los fabricantes de vehículos locales (Ford Australia, Chrysler Australia y Holden) comenzaron a crear versiones de alto rendimiento de sus autos familiares, tanto para atraer al creciente mercado juvenil masculino como para cumplir con los requisitos de homologación de carreras. Los vehículos como el Chrysler Valiant Pacer ofrecían un rendimiento sólido a un precio asequible, mientras que los vehículos de Ford ofrecían un rendimiento aún mayor a un precio aún más asequible. Si bien los V8 eran populares, la mayoría de los corredores callejeros se concentraron en ajustar los motores de seis cilindros Chrysler 265ci Hemi, Holden 202ci y Ford 250ci diseñados y construidos localmente utilizados en los automóviles Chrysler Valiant, Chrysler Valiant Charger, Holden Torana, Holden Monaro, Holden Commodore y Ford Falcon.
Existen leyes en todos los estados y territorios que limitan las modificaciones realizadas a los vehículos y prohíben tener óxido nitroso conectado o incluso presente dentro de un automóvil. En la mayoría de los estados y territorios, los P-Plater (conductores provisionales) no pueden conducir ningún vehículo con más de seis cilindros y turbo. En la mayoría de los estados, las leyes adicionales imponen fuertes sanciones para las carreras ilegales, como la confiscación o incautación del vehículo y la pérdida de la licencia.
Australia tiene niveles reportados más bajos de este comportamiento que Nueva Zelanda relacionados con las carreras ilegales, debido en parte al tamaño del continente australiano y gran parte de esto ocurre sin ser detectado en lugares rurales remotos o en horas impares. Reglas más estrictas recientemente se ha impuesto a las características de seguridad de los automóviles importados, lo que reduce el volumen de las importaciones japonesas pequeñas y baratas que, por lo general, se modifican con puntas de escape ruidosas y resortes helicoidales recortados por los corredores.

#### Nueva Zelanda
En Nueva Zelanda tiene reglas estrictas sobre modificaciones de vehículos y un ingeniero registrado debe auditar cualquier modificación importante y certificar la aptitud para la circulación dentro de un sistema conocido como Asociación Técnica de Vehículos de Bajo Volumen (LVVTA). El LVVTA existe solo para dar servicio al automovilismo legal y modificaciones responsables, pero el sistema es prohibitivamente caro y parece estar diseñado para desalentar el hot rodding en lugar de promoverlo. Las carreras callejeras no oficiales siguen siendo ilegales y la policía está bien dotada de equipo para usar, como "pérdida sostenida de tracción", que conlleva una pena mínima de inhabilitación de la licencia y una pena máxima de prisión. Las carreras ilegales son comunes en Nueva Zelanda y hay muchos clubes pequeños que ofrecen carreras ilegales en caminos rurales remotos.

## Carreras ilegales en la ficción
Las carreras ilegales son retratadas en las películas, videojuegos e historietas.

### Películas

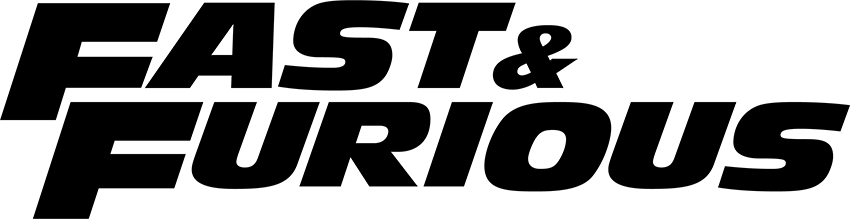
La serie Fast & Furious (anteriormente The Fast and the Furious) se convirtió en una de las franquicias más famosas y exitosas del.

En la década de 1970, las películas American Graffiti y The Hollywood Knights desempeñaron un papel clave en la expansión de las carreras callejeras y la alegría de tener un hot rod. Esto catapultó mucho más tarde la exitosa serie de películas The Fast and the Furious, que se basa en las carreras ilegales, aunque en las películas posteriores de la serie que comenzaron con Fast Five hicieron la transición de la serie a los atracos y acción, con menos carreras ilegales vistas en las películas anteriores. La película Death Race 2000 estrenada en 1975, se realizó mucho más tarde una secuela de la película original Death Race 2050, estrenada a principios del 2017 y en 2008, se estrenó un remake de la película original bajo el título Death Race. La versión de 2008 generó dos precuelas Death Race 2 y Death Race 3: Inferno y una secuela Death Race: Beyond Anarchy, lanzadas directamente a video.
Las películas de 1976, Locos al volante y Cannonball, se basaron en la famosa carrera ilegal The Cannonball Baker Sea-To-Shining-Sea Memorial Trophy Dash, siendo la última película mencionada que dio inspiración a las películas Banzai Runner, The Cannonball Run y sus secuelas Cannonball Run II y Speed Zone. La cinta Redline también ofrece una descripción general significativa de lo que son las carreras ilegales y las películas Biker Boyz y Torque también dan una idea del mundo de las carreras ilegales, como se muestra al principio de la última película mencionada, cuando el protagonista pasa a dos corredores callejeros antes de ir a un restaurante, aunque ambas películas tratan más sobre el uso de motos de alto rendimiento que de coches.
Una película, titulada Need for Speed, basada en la serie de videojuegos homónima de Electronic Arts, tiene ciertas referencias a algunos videojuegos de la franquicia. Un documental, Speed and Mayhem Down Under, muestra la escena real de las carreras ilegales en Australia. La película animada The Super Mario Bros. Movie de 2023, contiene numerosas alusiones a la serie de videojuegos de carreras Mario Kart, desarrollados y distribuidos por las consolas de Nintendo.

### Historietas
En Japón, los mangas Initial D de Shūichi Shigeno y Wangan Midnight de Michiharu Kusunoki, que se adaptación al anime, videojuegos y películas live-action, también se centran en carreras ilegales. En Initial D, se concentra las carreras tōge, en los paisajes montañosos donde se utiliza particularmente el estilo de conducción de derrape, llamado drifting y la historia de desarrolla en la Prefectura de Gunma, especialmente en sus montes y los alrededores de las ciudades. Un manga y secuela espiritual, MF Ghost (escrita también por el propio Shigeno), se establece tiempo después en el año 2020, donde los autos eléctricos autónomos han reemplazado a los de combustión interna, aunque en el país de Japón, hay una gran organización dedicada a las carreras ilegales que poseen autos de combustión interna.
En Wangan Midnight, se desenvuelve en las carreras de autopista en la Vía Express Metropolitana de Tokio (más bien, en la ruta Bayshore) a la orilla de la bahía, el camino más recto de todo Japón. Los personajes tienen que lidiar con el tráfico, así como los camiones pesados de carga. Debido a esto, la acción es intrínsecamente peligrosa y los accidentes son comunes.

### Videojuegos

La franquicia de videojuegos Need for Speed ha sido elogiada por sus emocionantes persecuciones policiales y es la serie de videojuegos de carreras más exitosa del mundo, tras haber vendido más de 150 millones de copias de juegos de la serie hasta la fecha.

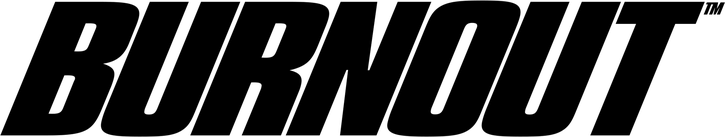
La serie Burnout es también una de las franquicias más populares de todos los tiempos, gracias a sus autos ficticios que corren a alta velocidad a través del tráfico, con choques recompensados por secuencias de destrucción en cámara lenta altamente detalladas.

Una de las franquicias de videojuegos de carreras ilegales más antiguas y de mayor duración es la serie japonesa Shutokō Battle, que ha visto docenas de lanzamientos en una variedad de plataformas a partir de 1994 en Super Famicom. Es conocido en los territorios NTSC-U y PAL con nombres como Tokyo Xtreme Racer, Tokyo Highway Challenge, Street Supremacy o Import Tuner Challenge, y se inspira en las carreras de la ruta Bayshore y tōge, así como en las carreras en pista.
La serie de videojuegos de carreras ilegales Midnight Club de Rockstar Games, ha tenido mucho éxito en el mercado y está disponible en muchas plataformas. Esta serie incluye el primer título Midnight Club: Street Racing para PlayStation 2 y Game Boy Advance; Midnight Club II para PlayStation 2, PC y Xbox; y Midnight Club 3: DUB Edition para PlayStation 2, Xbox y luego lanzado en PlayStation Portable. Este tercer juego, a diferencia de los juegos predecesores de la serie (donde sólo mostraban autos ficticios), es el primer videojuego en presentar autos reales con marcas de licencia. Su edición deluxe Midnight Club 3: DUB Edition Remix se lanzó más tarde para PlayStation 2 y Xbox. El cuarto videojuego Midnight Club: Los Angeles fue el primer juego de la serie que se estrenó en consolas de videojuegos de séptima generación.
Varias misiones de la popular serie de videojuegos Grand Theft Auto, distribuida por Rockstar Games (quien también distribuyó la serie Midnight Club) ven al jugador participando en carreras ilegales en las calles de la ciudad. Aunque algunas son obligatorias, la mayoría se ofrecen como misiones secundarias que el jugador puede emprender para ganar dinero. Algunas de estas misiones a menudo involucran combates vehiculares además de carreras ilegales regulares, que el jugador requiere para atacar a los oponentes a través de drive-by (disparos con arma de fuego desde el vehículo), para dañar sus vehículos o matar al conductor contrario. Estas características suelen ser compartidas en el videojuego de rol Cyberpunk 2077, desarrollado y distribuido por CD Projekt RED, junto a Bandai Namco Games y Warner Bros. Interactive Entertainment.
La serie de videojuegos Need for Speed de Electronic Arts comenzó originalmente en el sistema 3DO en 1994. Aunque los juegos anteriores se destacaron por las carreras diurnas en vías públicas con autos de alto rendimiento de su época, varios títulos posteriores se afiliaron a las carreras ilegales, que salieron después del Midnight Club. La serie se estableció, en particular después del juego Midnight Club II, entre ellos, la serie Underground (que abarcan los juegos Need for Speed: Underground y Need for Speed: Underground 2), tiene lugar de noche en varias áreas urbanas, pero no presenta la intervención de la policía para perseguir al jugador.
El videojuego Need for Speed: Most Wanted (2005) reintroduce la persecución policial en el juego y la trama se desarrolla durante el día, sobre todo en el amanecer, en el mediodía y en el atardecer. La historia sigue al protagonista (según en la conferencia de prensa con la compañía desarrolladora EA Black Box) llamado Brian (en honor al personaje Brian O'Conner que interpretó el fallecido actor Paul Walker en la franquicia The Fast and the Furious, del cual también es mencionado en los créditos del juego), que deberá subir posiciones en la Blacklist (la lista de los 15 corredores más buscados de Rockport), para recuperar su auto que su némesis Clarence "Razor" Callahan le ganó injustamente. También genera controversia al alentar al jugador a dañar los coches de la policía por cualquier medio necesario para adquirir recompensas. El juego es una línea de historia muy distinta que no guarda ninguna relación alguna con los acontecimientos de la serie Underground y el próximo título, Need for Speed: Carbon, siendo la secuela y la segunda parte del juego Need for Speed: Most Wanted (2005), ve el regreso de las carreras ilegales nocturnas y también presenta persecuciones policiales, aunque no es obligatorio para dañar los coches de policía como en la entrega anterior. La historia del juego consiste en que Brian, tras haber escapado de Rockport, regresa a Palmont City solo para encontrarla en un verdadero caos: todos los equipos se empiezan a "disputar" por el control de las calles de Palmont City para dominar la ciudad y el duelo final se enfrenta en el Cañón Carbon (de ahí el nombre del juego) y se puede convertir en una carrera mortal. Asimismo, Brian deberá tener dos objetivos: limpiar su nombre de un fraude que no cometió y tomar el control de todos los territorios de Palmont City. 
El título del videojuego de 2007, Need for Speed: ProStreet (siendo parte de la serie Underground) se deshizo de las carreras ilegales, y ahora es completamente legal, carreras de pista cerrada y sin participación de la policía, para decepción de algunos de los fanáticos de la serie (y peores críticas por la mayoría de los críticos de videojuegos). Además, a diferencia de los juegos anteriores de la serie (sobre todo en Need for Speed: Most Wanted y Need for Speed: Carbon) donde los automóviles solo sufrían pequeños rayones, es el primer videojuego de la serie en donde los automóviles sufren daños reales, se despedazan y vuelcan (siendo totalmente destructibles).
El siguiente título, Need for Speed: Undercover vuelve a las carreras ilegales y presenta una jugabilidad similar a Need for Speed: Most Wanted y Need for Speed: Carbon. A diferencia de los juegos mencionados, esta vez la trama involucra a Erick Prisman, un oficial de policía encubierto que está tratando de romper una red criminal internacional; sin embargo, el juego recibió muy malas críticas y muchos lo consideraron el punto más bajo de la serie.
Dos títulos de la serie, Need for Speed: Nitro y Need for Speed: World, también incluyen carreras ilegales, mientras que en los juegos Need for Speed: Shift y su secuela Shift 2: Unleashed vuelven nuevamente a las carreras legales, al igual que Need for Speed: ProStreet, pero esta vez con mucho más énfasis en el realismo y la simulación, al estilo de conducción "precisión" o "agresión". El juego Need for Speed: Hot Pursuit (2010) incluye carreras ilegales, pero a diferencia de los primeros anteriores videojuegos de la serie Hot Pursuit, en este juego el jugador puede tener la oportunidad de ser un corredor huyendo de la justicia o un oficial de la ley. Además, los corredores y policías tienen un arsenal de armas en sus vehículos para atacar, defenderse y repeler sus ataques. Estas características del videojuego suelen ser compartidas en el juego de 2013 Need for Speed: Rivals, el cual tiene una premisa similar.
El videojuego Need for Speed (2015) devuelve al jugador a las calles, el tuning y las clásicas persecuciones policiales, nuevamente en la noche. El juego Need for Speed Heat se conmemora el 25 aniversario de la serie. Lanzado el 8 de noviembre de 2019, el juego presenta carreras legales y autorizadas durante el día y carreras ilegales durante la noche. El juego también presenta un regreso de la policía itinerante gratuita, después de su ausencia en el juego anterior Need for Speed Payback. El videojuego de 2022 Need for Speed Unbound es considerado el primer videojuego de la serie en presentar un estilo artístico que combina elementos artísticos como la animación del sombreado plano y graffiti con el estilo artístico más realista de los otros juegos de la serie. Además, este fue el primer videojuego en la serie en incluir la posibilidad de correr también en motocicletas.
La popular serie multiplataforma Burnout, desarrollado por Criterion Games y distribuida anteriormente por Acclaim Entertainment (actualmente por Electronic Arts, distribuidora de la serie Need for Speed), muestra autos ficticios que corren a alta velocidad a través del tráfico, con choques recompensados por secuencias de destrucción en cámara lenta altamente detalladas. Las iteraciones posteriores incluyen modos de competencia específicos que recompensan el mayor daño monetario en mapas diseñados específicamente.
Otro juego que presenta carreras ilegales es Juiced de THQ. El juego menciona que fue desarrollado con la intención de darle al jugador la emoción de conducir a alta velocidad.
Varios de los videojuegos de la serie Test Drive y la subserie Test Drive Unlimited incluyen carreras ilegales para ganar notoriedad mientras evaden a la policía.
La popular serie de videojuegos Forza Horizon (siendo parte de la franquicia Forza Motorsport para las plataformas de Xbox), se encuentra ambientado en algunas partes del mundo, teniendo lugar durante el ficticio Festival Horizon, un evento de carreras ilegales cuyo objetivo es progresar ganando carreras, al mismo tiempo que aumenta el nivel de popularidad realizando acrobacias. Los jugadores pueden conducir fuera de la carretera en áreas seleccionadas, mientras que otras están limitadas por barandas u otros medios. Al igual que en los videojuegos de la serie Underground y en la duología Need for Speed: Shift y Shift 2: Unleashed de la franquicia Need for Speed, no aparece ni se manifiesta la intervención de la persecución policial durante la trama de los juegos.
La serie de videojuegos Cruis'n también está asociada con las carreras ilegales. El juego de arcade de 1994, Cruis'n USA tiene varias referencias a las carreras ilegales, como autos reales y un sistema de actualización como spoilers, calcomanías, luces de neón, efectos de suelo y motores. Sin embargo, a diferencia de la serie Need for Speed, no hay un sistema de persecución policial, ni daños en el automóvil.
El clásico juego de arcade, que también es para Dreamcast, PlayStation 2, Gamecube, Xbox, PC, PlayStation Portable y GBA, Crazy Taxi, tiene similitudes con una carrera callejera ilegal. Los jugadores eligen un conductor y un taxi convertible sin cinturones de seguridad, capó o ventanas del automóvil, y llevan a los pasajeros a sus destinos mientras conducen como si participaran en carreras callejeras ilegales por todo San Francisco, Nueva York y Las Vegas.
Varias pistas de la serie Mario Kart involucran carreras ilegales en una vía pública con tráfico que actúa como peligros, como automóviles, autobuses y camiones. El primer juego que incluye esta función es Mario Kart 64 y ha aparecido al menos una vez en juegos posteriores.
Para cumplir con las expectativas comerciales, estos juegos a menudo comprometen el realismo de la física de manejo del automóvil para brindar al usuario una experiencia de juego más fácil. La mayor disparidad es que la mayoría de los juegos hacen que el vehículo del jugador sea completamente indestructible. Esto hace posible idear estrategias que serían imposibles en la vida real, como usar una pared para detener la velocidad lateral en un giro, en lugar de elegir una línea adecuada.